# Sponsianus
Sponsianus, aussi appelé Sponsien en français, est le nom d'un possible commandant militaire ou usurpateur romain qui a peut-être été actif pendant la crise du IIIe siècle, très probablement dans la province de Dacie. Sponsianus n'est mentionné dans aucun document ancien ; il n'est connu que par des pièces de monnaie portant son nom qui ont été découvertes au XVIIIe siècle.
Plusieurs théories sont proposées sur l'identité de Sponsianus. L'une d'elles suggère qu'il s'est peut-être proclamé empereur dans les années 260, après que la Dacie a été coupée du reste de l'Empire romain sous le règne de Gallien. Une autre théorie place la date de son activité plus tôt, sous le règne de Gordien III ou de Philippe l'Arabe. Au XIXe siècle cependant, l'authenticité des pièces portant son nom a été rejetée, tout comme la réalité historique du personnage.
En 2022, une étude menée par Paul Pearson soutient l'authenticité des pièces ainsi que l'existence réelle de Sponsianus. L'étude a suscité à la fois des éloges et des critiques de la part d'experts : en 2023, les questions sur l'historicité de Sponsianus demeurent non résolues,.

## Une existence débattue
Sponsianus est inconnu des auteurs antiques. Son nom ne se trouve que sur deux aurei découverts en Transylvanie. Les pièces ont été découvertes dans un trésor en 1713 et progressivement dispersées dans plusieurs collections. L'une est conservée au Hunterian Museum de l'Université de Glasgow, qui détient également trois autres pièces du trésor d'origine,. L'autre est entrée dans la collection du baron Samuel von Brukenthal, gouverneur de Transylvanie sous la dynastie des Habsbourg, et est aujourd'hui conservée au musée Brukenthal située à Sibiu, en Roumanie. Le trésor comprenait également d'autres pièces portant les noms de Gordien III et de Philippe l'Arabe.
L'opinion traditionnelle des numismates a été de considérer les pièces comme non authentiques : en 1868, le numismate français Henri Cohen les a rejetées comme « des coins modernes ridiculement imaginés et très mal faits »,. Les problèmes avec l'aureus sont doubles : premièrement, l'avers de la pièce est "barbare et étrange" selon les découvertes du Roman Imperial Coinage (un catalogue britannique de la monnaie impériale romaine), et le revers de la pièce semble être une copie d'un denier républicain frappé en 135 av. J.-C.. Les pièces sont également inhabituellement lourdes (10,02 g, contre 4,30 g à l'époque de Philippe l'Arabe), semblent avoir été coulées (au lieu du processus de frappe plus habituel) et les inscriptions elles-mêmes ne suivent pas les conventions de l'époque. Cependant, selon l'ancien numismate Wayne Sayles (en), comme les usurpateurs et les empereurs de l'époque étaient souvent éphémères, le manque de pièces et les qualités inhabituelles de celles qui existent ne doivent pas être considérées comme une preuve que Sponsianus n'a pas réellement existé.
Lors d'une étude plus approfondie en 2022, des scientifiques ont rapporté des marques d'usure (visibles au microscope électronique) similaires à celles de pièces authentiques, prouvant qu'elles étaient en circulation il y a environ 2 000 ans. Une analyse chimique des dépôts de terre trouvés dans les cavités de la pièce a montré que les minéraux à sa surface étaient compatibles avec le fait que la pièce avait été enterrée pendant une période prolongée. Les scientifiques ont en outre détecté des cristaux de sulfate qui se forment généralement lorsqu’un objet est privé d'oxygène pendant une longue période, puis réexposé à l'air,. Le professeur Paul Pearson de l'University College de Londres a dirigé la recherche et a déclaré qu'il était étonné par la découverte : « Ce que nous avons trouvé est un empereur. C'était un personnage considéré comme un faux et radié par les experts. Nous pensons qu'il était réel et qu'il a joué un rôle dans l'histoire. ». Sur la base de cette analyse, l'autre pièce portant le nom de Sponsianus et conservée au musée Brukenthal a également été reclassée comme authentique.
Au lendemain de l'analyse de Pearson, plusieurs chercheurs ont critiqué l'étude et ses conclusions. Dans un article du Times Literary Supplement, Mary Beard suggère que les caractéristiques inhabituelles de la pièce de Sponsianus, comme le fait d'être coulée plutôt que frappée et le revers étant une copie d'une pièce républicaine, s'expliquent mieux par le fait qu'il s'agit d'un faux du XVIIIe siècle.  Emanuel Petac, président de la Société roumaine de numismatique, a déclaré que la pièce « n'a rien à voir avec le monde romain ». Sur la base du dessin, qu'il qualifie de rudimentaire et bizarre, et de l'inscription, dont il note l'absence irrégulière du prænomen et du cognomen, il conclut que la pièce n'a pas pu être frappée par un empereur. Richard Abdy, conservateur de la collection de pièces de monnaie romaines au British Museum , a condamné l'étude, déclarant « qu'ils sont devenus complètement fantaisistes ».  Un autre académicien roumain, Florian-Matei Popescu, a souligné le manque d'attestations écrites de Sponsianus ou de son nom (bien que le nom Sponsianus soit attesté dans le monde romain dans les inscriptions, celles-ci sont très rares). Popescu soutient que si les pièces sont réelles, ce qu'il juge peu probable, elles datent du règne de Philippe l'Arabe, qui ouvrit un atelier en Dacie fabriquant des pièces en bronze de faible valeur pour payer l'armée.

## Le nom Sponsianus
Le nom Sponsianus est un nom romain authentique, mais extrêmement rare, dérivé du mot latin spondere, « promettre solennellement ». Pearson n'en note qu'un seul exemple, à partir d'une inscription funéraire nommant une personne obscure appelée Nicodemus Sponsianus, datant du début du Ier siècle. Cette inscription n'a été publiée qu'en 1726, plusieurs années après la supposée découverte des pièces de monnaie de Sponsianus, et Pearson considère cela comme un argument en faveur de leur authenticité : un faussaire n'aurait pas pu connaître ce nom. Deux autres exemples apparaissent dans le Corpus Inscriptionum Latinarum (un catalogue d'inscriptions latines connues), toutes datant de la même période, tandis que deux autres inscriptions donnent la forme abrégée Sposianus ; les cinq inscriptions sont de Rome. L'une de ces dernières a été publiée par Jean Gruter bien avant la première apparition connue des pièces, et d'autres exemples sont connus en plus de celles-ci, de sorte qu'un faussaire aurait pu encore connaître ou deviner l'existence d'un tel nom.

## Théories
Les chercheurs ont avancé plusieurs théories sur le moment et l'endroit où Sponsianus était actif. Une théorie, établie à partir des autres pièces trouvées dans le trésor avec les aurei, daterait l'activité de Sponsianus aux années 240. Il aurait été en fonction durant le règne de Gordien III (238-244) ou de Philippe l'Arabe (244-249). Sur la base de l'emplacement des aurei portant son nom, certains postulent qu'il a peut-être organisé une révolte en Pannonie . L'historien Ilkka Syvänne situe la révolte au début du règne de Philippe et identifie Sponsianus avec l'obscur Severus Hostilianus mentionné dans les histoires byzantines ultérieures (bien qu'il note que les preuves sont circonstancielles).
Une autre possibilité est qu'il était un commandant militaire qui s'est couronné empereur lorsque la province de Dacie a été coupée du reste de l'empire vers 260. En proie à une pandémie et une guerre civile en cours dans un empire romain fragmenté (des empires éphémères en Gaule et à Palmyre ont été proclamés), Sponsianus a probablement assumé le commandement suprême pour protéger la population militaire et civile de Dacie jusqu'à ce que l'ordre soit rétabli et que la province soit évacuée entre 271 et 275,. Selon Jesper Ericsson :

« Notre interprétation est qu'il était chargé de maintenir le contrôle des militaires et de la population civile car ils étaient encerclés et complètement isolés. Afin de créer une économie qui fonctionne dans la province, ils ont décidé de frapper leurs propres pièces. »

L'Empire romain de cette période était très instable ; de nombreuses zones périphériques ont été laissées à elles-mêmes. La Dacie fut notamment abandonnée dans les années 270 par Aurélien, après avoir été jugée trop difficile à défendre. Sponsianus s'est peut-être retrouvé responsable de milliers de personnes, sans soutien du régime central de l'empire, et entouré de tribus hostiles ; dans ce contexte, la prise par Sponsianus du titre d'empereur peut être considérée comme une tentative de maintien de l'ordre. Dans ce cas, il commandait probablement une force militaire composée de plusieurs légions, totalisant des dizaines de milliers de soldats. Aucune preuve n'a été trouvée du règne de Sponsianus ailleurs qu'en Transylvanie, et cela semblerait indiquer que Sponsianus n'était pas intéressé, ou alors n'a pas réussi, à étendre son territoire.